# Chodyłówka
Chodyłówka – kolonia wsi Bazar w Polsce, położona w województwie lubelskim, w powiecie świdnickim, w gminie Rybczewice.
W latach 1975–1998 kolonia należała administracyjnie do starego województwa lubelskiego.

## Położenie
Kolonia leży na wysokości ok. 270 m n.p.m. nieco wyżej niż główna część Bazaru. Położona jest przy tzw. Lesie Chodyłowskim i znajduje się w niej 7 gospodarstw rolnych.
Do Chodyłówki prowadzi droga o długości 3,5 km. Zapewnia ona połączenie z Bazarem i resztą gminy Rybczewice, a z drugiej strony także z gminą Krzczonów.